# Виноделие в Китае
Китайский рынок вина и винных напитков входит в десятку крупнейших в мире. История виноделия в Китае насчитывает несколько тысячелетий. Помимо виноградного вина в стране также производят так называемые вина из злаков, например Хуанцзю (крепостью около 20 % об.) и Байцзю, а также из плодов Личи и других фруктов. Среди лидирующих по производству напитков провинций и территорий — Пекин и Шаньдун. Собственные традиции виноделия складывались в Синьцзян-Уйгурском автономном районе, где производят особое уйгурское вино.
Китай производит вино для собственных нужд, а также отправляет его на экспорт. В то же время в стране пользуются популярностью европейские, южноафриканские и южноамериканские вина. Их всегда можно найти в крупных супермаркетах, а также специализированных магазинах. В двадцатку крупнейших поставщиков вина для китайского рынка в 2016 году вошла и Россия.

## История
История виноделия в Китае насчитывает более четырёх тысяч лет. В 1995 году группа американо-китайских археологов обнаружила в 20 километрах от Жичжао две сотни керамических горшков предположительно бронзового века, в которых когда-то содержались различные алкогольные напитки, в том числе вино. В период Империи Хань виноделие получило новый толчок к развитию благодаря тесным отношениям с некоторыми странами Центральной Азии, где на тот момент уже существовали традиции виноделия. В конце второго века до н. э. в районе тогдашней столицы Чанъань были разбиты виноградники из саженцев, привезённых из Даваня. Затем в течение нескольких столетий производство вина значительно сократилось, алкогольные напитки из виноградного сока оставались популярными только на северо-западе страны, в частности, в провинции Ганьсу. Однако уже в VI веке н. э., после военного похода императора Тай-цзуна (из династии Тан) против королевства Гаочан, виноградное вино снова стало популярным практически во всём Китае. Тогда же в стране начали выращивать удлинённый сорт винограда мажу (maru 馬乳). Напитки, созданные из этого сорта, не раз воспевали поэты династии Тан.
Современное производства вина в Китае берёт начало в 1892 году. Основоположником современного виноделия считается Чон Фат Цзе, который разбил виноградники в провинции Шаньдун. Тогда же в Китай завезли европейские сорта ягоды.

## Современное производство
Зарубежные вина начали продавать в Китае только в последней четверти XX века, в период проведения Политики реформ и открытости. Французский коньячный дом Rémy Martin в 1980 году первым открыл французско-китайскую компанию по производству алкогольных напитков The Dynasty (Wang Chao, 王朝) Wine Ltd., которая, к тому же, стала вторым международным совместным предприятием на территории Китая. В разные годы компания выпускала около девяти десятков наименований алкогольной продукции.
В то же время до начала двухтысячных годов собственная винодельческая промышленность в Китае практически отсутствовала. Однако уже к 2005 году около 90 % всего виноградного вина на внутреннем рынке было уже китайского производства. Винодельческие компании начали выходить на международный рынок, первые поставки предназначались для Канады и США.
Китайскую продукцию одни критики сравнивают с винами Австралии и Чили, другие — подмечают в них характерные вкусовые особенности и предрекают им хорошее будущее. Согласно мнению некоторых специалистов, в течение 50 лет производство вина в Китае ни в чём не будет уступать производству вин в Бордо.
В 2004 году общее производства вина в стране достигло 370 тысяч тонн. Между 2001 и 2006 годами производство выросло на 68 %.
Крупнейшими производителями являются:
- Great Wall Wine[англ.]
- Tonghua Grape Wine[англ.]
- Changyu[англ.]

## Основные винодельческие регионы
Вино производят во всех провинциях Китая. Но основными регионами считаются:
- Пекин
- Яньтай в провинции Шаньдун
- Чжанцзякоу в провинции Хэбэй
- Ибинь в провинции Сычуань
- Тунхуа в провинции Гирин
- Тайюань в провинции Шаньси
- Нинся-Хуэйский автономный район

Суммарно больше всего вина, около 40 % всей китайской винной продукции, производят на территории провинции Шаньдун.
Во многих провинциях также существуют свои местные винодельческие традиции. Например в Синьцзян-Уйгурском автономном районе в домашних условиях готовят особое уйгурское вино, о качестве которого в своих путевых заметках упоминал ещё Марко Поло. Иногда его можно встретить и в магазинах под брендом Merceles. Налажено и заводское производство вина по европейским технологиям. На территории района находятся многочисленные виноградники.
В Китае преимущественно выращивают европейские сорта винограда, такие как каберне-совиньон и мерло. Но есть и китайские сорта: «Лон Ян» (Глаз дракона), «Нюнай» (Молоко) и другие.

## Особенности рынка
Начиная с первой половины 2000-х годов Китай неизменно числится в десятке крупнейших держав по экспорту и импорту вина. В стране предпочитают пить красное вино, белое производят и импортируют в небольшом объёме. По объёмам продаж красного вина Китай считается мировым лидером, однако если брать в расчёт уровень потребления напитка на душу населения, то на одного человека приходится лишь 0,35 литра. В небольших ресторанах вино продают, как правило, в бутылках, в бокалах подают только в некоторых из ресторанов. Для подачи используют как стандартные винные бокалы, так и небольшие стаканы для байцзю.